# Nugunu
Die Sprache Gunu (Eigenbezeichnungen Nu Gunu oder Nugunu) ist eine südbantoide Sprache des Kamerun.
Nugunu wird vom Volk der Wanugunu gesprochen und hat nur noch 35.000 Sprecher. Die Sprache ist mit den Bantusprachen verwandt.